# 후지바시촌
후지바시촌(富二橋村)은 와카야마현 니시무로군에 있던 촌이다. 현재의 니시무로군 구시모토정 중심부의 북방일대에 해당한다.

## 역사
- 1889년 4월 1일 - 정촌제 시행에 의해 니시무로군 후지바시촌이 성립하였다.
- 1924년 6월 30일 - 구시모토정에 편입해, 동일 후지바시촌은 폐지되었다.

## 교통

### 철도
현재는 기세이 본선이 구촌 지역을 통과하지만 당시에는 미개통 상태였다. 

## 참고문헌
- 角川日本地名大辞典 30 和歌山県